# Francisca Moreno
Pour les articles homonymes, voir Moreno.
Francisca Natalia Moreno (née le 10 juin 1978) est une joueuse espagnole de rugby à XV de 1,60 m pour 60 kg, occupant le poste de demi d'ouverture (n°10) pour le club de C.D. Granada 2004 et en sélection nationale pour l'équipe d'Espagne.

## Biographie
Francisca Moreno participe au Tournoi des six nations féminin.
Elle a été sélectionnée pour la Coupe du monde de rugby féminine 2006.

## Palmarès
- 10 sélections en équipe d'Espagne
- participations au Tournoi des six nations féminin